# گیلفورد (پنسیلوانیا)
گیلفورد (به انگلیسی: Guilford) یک منطقهٔ مسکونی در ایالات متحده آمریکا است که در شهرستان فرانکلین، پنسیلوانیا واقع شده‌است. گیلفورد ۳٫۴ کیلومتر مربع مساحت و ۲٬۱۳۸ نفر جمعیت دارد و ۲۴۳٫۸۴ متر بالاتر از سطح دریا واقع شده‌است.